# Rosendael (Pays-Bas)
Pour les articles homonymes, voir Rosendael (homonymie).
Ne doit pas être confondu avec Rosendaël.
Rosendael, (/ʁozɛndal/) ou Rosendaël ou Roosendaal (en néerlandais : Roosendaal /ˈroːzə(n)daːl/), est une commune et une ville des Pays-Bas de la province du Brabant-Septentrional.
La commune actuelle de Rosendael a été créé le 1er janvier 1997 suivant la fusion des anciennes communes de Roosendaal en Nispen (Rosendael et Nispen) et de Wouw.

## Géographie

### Situation
Rosendael est située à la frontière belge dans la partie ouest de la province du Brabant-Septentrional. Elle se trouve entre les villes de Bréda et de Berg-op-Zoom auxquelles elle est reliée par l'autoroute A58. La ville n'est qu'à quelques dizaines de kilomètres de Rotterdam, située plus au nord, à laquelle elle est reliée par l'autoroute A17.

### Communes limitrophes
| Steenbergen  | Oud-Gastel       | Halderberge |
| Berg-op-Zoom | Rosendael        | Rucphen     |
| Woensdrecht  | Essen (Belgique) | Rucphen     |

### Localités
- Heerle
- Moerstraten
- Nispen
- Rosendael
- Wouw
- Wouwse Plantage

## Toponymie
On trouve deux explications pour le toponyme de Rosendael (exonyme français du néerlandais, Roosendaal, anciennement Roosendael)
La première explication a à voir avec l'utilisation médiéval néerlandaise de donner une dénomination aux monastères le suffixe -da(a)l (« vallée »). Rosendael (signifiant une « vallée des roses ») pourrait faire référence à la Vierge Marie, à qui la première chapelle de Rosendael était à l'origine dédiée. Marie était dans le Moyen Âge, souvent symbolisé par des fleurs. Le lys blanc signifiait ainsi la pureté et la rose le symbole de la perfection.
La seconde explication est que Rosendael voulait dire vallée de roseaux. Rosendael était à l'origine un marais presque séché, situé entre les crêtes de sable, qui en été était plein de roseaux.
L'orthographe du nom a vieilli et devrait être renommé en Rozendaal mais ceci ne s'est jamais produit pour le distinguer de Rozendaal (ou Rosendaël en français) près d'Arnhem. Il existe aussi Rosendaël (néerlandais : Rozendaal), un ancien village qui est désormais un faubourg de la ville de Dunkerque. Enfin, il y a aussi Roosdaal en Brabant flamand en Belgique.

## Histoire
Le 1er janvier 1997, la commune actuelle fut créée par la fusion des communes de Roosendaal en Nispen et Wouw.
Elle fut connue pendant de nombreuses années, comme sa voisine Berg-op-Zoom, comme une source d'approvisionnement en cannabis de nombreux consommateurs de cannabis Belges et Français jusqu'à la décision de fermeture des coffee shops par les autorités municipales à la fin 2008.

## Économie
L'entreprise de confiserie Red Band a son siège à Rosendael.

## Culture et patrimoine

### Lieux et monuments

#### Églises
- L'église Saint-Jean, une église de gestion de l'eau, datant de 1839 avec une tour du XVe siècle
- L'église reformée, église néo-classique de 1810
- L'église Saint-Joseph
- L'église du Sacré-Cœur, de 1936, conçu par Marinus Jan Granpré Molière
- L'église Notre-Dame-de-Fatima
- L'église de la Croix, sur la place Saint-Lucas, créée en 1964
- L'église de la Mère de Dieu, datant de 1967, sur l'avenue du Président Kennedy
- L'église Notre-Dame-du-Perpétuel-Secours, datant de 1868
- Le monastère Saint-Joseph, de 1910
- Le monastère de la Vallée-Sainte-Marie, de 1934
- La chapelle Notre-Dame-des-Sept-Douleurs, sur la colline de chapelle

#### Musées
- Le musée Tongerlohuys, musée local de Rosendael avec des expositions d'art

#### Autre
- L'hôtel de ville ou l'ancienne maison de conseil de Rosendael
- Le Tongerlohuys, construit en 1762 comme un presbytère
- Le moulin De Hoop
- Le moulin des Deux-Frères
- La gare de Rosendael
- Le château d'eau, datant de 1916 sur la Nispenstraat (« rue de Nispen »)
- Le centre commercial Passage Roosendaal, construit en style italien, situé entre la Raadhuistraat (« rue de la Maison de Conseil ») et le Nouveau Marché.

### Liste de personnalités liées à la commune
- Hendrick Lonck (1568), navigateur
- Emile Verviers (1886-1968), économiste et homme politique pro-nazi
- Claudius Prinsen (1896–1952), ancien bourgmestre et a nommé le Prinsensingel (« boulevard Prinsen »)
- George Kettmann Jr. (1898–1970), poète, écrivain, journaliste et éditeur
- Antoine Mazairac (1901–1966), cycliste
- Léon Orthel (1905–1985), compositeur, pianiste et pédagogue
- Jef van de Vijver (1915-2005), ancien champion du monde du cyclisme
- Jaap Pleij (1957), écrivain, chroniqueur, rédacteur
- Fons Rademakers (1920–2007), cinéaste
- Wim van Est (1923–2003), cycliste
- Jack van Poll (1934), musicien de jazz
- Harry Lockefeer (1938–2007), journaliste, ancien rédacteur en chef du Volkskrant
- Jack Jersey (1941–1997), chanteur, alias Jack De Nijs
- Joost Prinsen (1942), acteur (fils du bourgmestre Claudius Prinsen)
- Gerard Arninkhof (1949), présentateur de télévision et éditeur du NOS
- Jef Rademakers (1949)
- Ed Nijpels (1950), professeur de sociologie sur le lycée R.K. St. Gertrudis
- Hugo Polderman (1951), homme politique
- Rien Broere (1953), écrivain
- Sylvia Weve (1954), illustratrice
- Jack Biskop (1956), homme politique, membre de la Seconde Chambre (CDA)
- Huub Hangop (1960), artiste
- Jose Vriens (1963), écrivaine
- Marc Naalden (1968), joueur professionnel de poker
- Jeroen Van Damme (1972), marathonien
- Jeroen van Koningsbrugge (1973), acteur, cabaretier et chanteur
- Michiel Rampaart (1973), acteur
- Gábor Babos (1974), gardien de but hongrois
- Bram Lomans, (1975), entraîneur de hockey
- Sabine Beens (1982), musicienne
- Sanneke Vermeulen (1992), joueur paralympique

#### Nés à Rosendael
- Emile Van Loon (1848), conseiller et échevin
- Harry Broos (1898-1954), athlète
- Fons Rademakers (1920-2007), acteur, régisseur, producteur
- George Knobel (1922–2012), ancien entraîneur de l'équipe des Pays-Bas
- Theo Laseroms (1940–1991), ancien footballeur d'entre autres RBC Roosendaal, NAC Breda, Feyenoord et l'équipe des Pays-Bas de football
- Ad Konings (1956), chercheur, biologiste, éditeur en photographe
- Joost Lagendijk (1957), homme politique du parti Vert Gauche
- Hans Van Ginneken (1961), guitariste de jazz, enseignant de guitare, compositeur, arrangeur
- Frans Bauer (1973), chanteur
- Jeroen van Koningsbrugge (1973), acteur, cabaretier et chanteur
- Michiel Rampaart (1973), acteur
- Bram Lomans (1975), joueur de hockey
- Harmen Fraanje (1976), pianiste, compositeur
- Jesse Klaver (1986), homme politique